# Søren Olesen
Søren Olesen (* 27. September 1891 in Giver Sogn; † 29. August 1973) war ein dänischer Politiker der Gerechtigkeitspartei DR (Danmarks Retsforbundet), der unter anderem zwischen 1945 und 1947, von 1950 bis 1951 sowie erneut zwischen 1953 und 1960 Mitglied des Parlaments (Folketing) sowie von 1957 bis 1960 Innenminister war.

## Leben
Søren Olesen, Sohn des Hofbesitzers Jakob Olesen, begann nach dem Besuch der Folkeskolen und der Højskole 1909 ein Lehramtsstudium am Nørre Nissum Seminarium, welches er 1913 mit dem Lærereksamen abschloss. Nachdem er 1914 den staatlichen Jahreslehrgang für Sportlehrer (Statens Årskursus i gymnastik) beendet hatte, war er von 1916 bis 1919 Lehrer an der Horne Højskole und im Anschluss kurzzeitig zwischen 1919 und 1920 Superintendent, ehe er zugleich von 1919 bis 1952 Gemeindelehrer in Hirtshals war. Zugleich war er zwischen 1927 und 1937 Vorstandsmitglied der Hirtshals Sparekasse, deren Direktorium er anschließend von 1937 bis 1957 angehörte. Daneben begann er sein Engagement in der Kommunalpolitik und war zwischen 1929 und 1943 Mitglied des Gemeinderates (Sogneråd) von Horne-Asdal sowie von 1930 bis 1945 Vorsitzender des Pfarrgemeinderates (Menighedsrådet) von Horne-Asdal. Außerdem gehörte er zwischen 1937 und 1940 dem Vorstand der Privatbahn Hjørring-Hirtshals als Mitglied an.
Nach dem Ende der deutschen Besetzung Dänemarks im Zweiten Weltkrieg wurde Olesen am 30. Oktober 1945 für die Gerechtigkeitspartei (Retsforbundet) erstmals Mitglied des Parlaments (Folketing) und vertrat in diesem bis zum 27. Oktober 1947 den Wahlkreis Hjørring Amtskreds. Zugleich war er 1946 und 1948 Mitglied der Verfassungskommission sowie 1948 Mitglied der Grundschuldenkommission. Am 17. November 1950 wurde er für den Retsforbundet abermals Mitglied des Parlaments, in dem er bis zum 31. März 1951 erneut den Wahlkreis Hjørring Amtskreds vertrat. Daneben war er von 1950 bis 1954 wieder Mitglied des Gemeinderates Horne-Asdal und zwischen 1952 und 1957 als stellvertretender Schulinspektor (Viceskoleinspektør) tätig. Er wurde für den Retsforbundet am 22. September 1953 noch einmal Mitglied des Folketing und gehörte dem Parlament als Vertreter des Wahlkreises Hjørring Amtskreds nunmehr bis zum 15. November 1960 an. Er wurde zudem im Oktober 1953 Mitglied der Nationalen Versicherungskommission (Folkeforsikringskommissionen).
In der der Regierung Hansen II übernahm Søren Olesen am 28. Mai 1957 den Posten als Innenminister (Indenrigsminister). Dieses Amt behielt er vom 21. Februar 1960 bis zum 18. November 1960 auch in der Regierung Kampmann I.